# یواس‌اس ادونس (وای‌تی-۲۸)
یواس‌اس ادونس (وای‌تی-۲۸) (به انگلیسی: USS Advance (YT-28)) یک کشتی بود که طول آن ۱۰۷ فوت ۶ اینچ (۳۲٫۷۷ متر) بود. این کشتی در سال ۱۹۱۲ ساخته شد.